# Čénuke
Čénuke o Cénuke es uno de los más poderosos e importantes howenh o antepasados en la mitología selknam, contemporáneo a Kenos y sucesor del mismo en su labor de "resucitar" a los howenh de su estado de muerte temporal o sueño senil.
Se le describe como un ser extremadamente violento y sádico, capaz de matar por mero placer. Tenía el poder de hacer que alguien cayera instantáneamente muerto con sólo un abrir y cerrar de ojos. 

## Mitología

### Nacimiento e infancia
Čénuke era el único hijo de Kakrecĕn y Sekutá. Su nombre originalmente, antes de ascender al firmamento, era Hasaps. Él y su familia eran oriundos del Sur, de las cercanías de la Caleta Irigoyen.
Durante su juventud era antipático y considerado repugnante. Llegó a ser cada vez más poderoso, y con esto, a su vez, peligroso. Su poder tenía un gran alcance. Intentó subordinar a todos bajo su poder, sin embargo, los demás se unieron y lograron resistir.

### Rivalidad con Kwányip
Čénuke fue un vigoroso adversario de Kwányip. Existen diversas historias que relatan las rencillas entre estos dos antepasados mitológicos.

#### Čénuke le tiende una trampa a Kwányip
Se cuenta que a menudo Kwányip iba la costa rocosa llamada Onkonk donde anidaban muchos cormoranes. En aquel lugar Čénuke acechó a Kwányip, quien ya había reunido una gran cantidad de cormoranes. Čénuke hacía que los cormoranes fueran muy mansos y fáciles de atrapar. Mientras Kwányip atrapaba las aves, Čénuke, desde lo alto de una pared rocosa comenzó a dejar deslizar piedras desde arriba, cada vez más grandes. Una gran avalancha de piedras se deslizaba hacia abajo, sobre Kwányip.

#### La venganza de Kwányip
Čénuke solía atrapar patos y gansos en un pantano en el sur. Kwányip, sabiendo que Čénuke iba a este lugar a atrapar aves, lo esperó, y cuando este llegó en la noche, Kwányip hizo caer mucho granizo y nieve. Luego un elevado muro de hielo avanzaba, empujando a Čénuke hacia el interior del pantano. Con gran esfuerzo logró escapar del agua y se elevó en el aire.

### Čénuke se convierte en sucesor de Kenos
Antes de abandonar el mundo terrenal, Kenos encargó a Čénuke que lavara a las personas que se levantaban después del sueño senil (estado de muerte transitoria). Čénuke aceptó continuar la labor de Kenos, una vez este hubo abandonado la Tierra.

### Čénuke asciende al firmamento
Durante la era de los howenh no existía la muerte propiamente tal, sino más bien un estado de muerte transitoria o sueño senil. Sin embargo, Kwányip instauró la muerte tal y como la conocemos al ayudar a su hermano a que no despertara de dicho sueño o, según cuenta otra versión del mito, al hacer todo lo posible para que su hermano no reviviera.
Čénuke, quien tenía la misión de continuar la labor de "resurrección" encomendada por Kenos, se enfureció con Kwányip, y al sentirse muy triste por lo sucedido, ascendió al firmamento, convirtiéndose en Proción, en la constelación del Can Menor.